# Mandala (revista)
A revista Mandala é uma publicação com circulação em alguns bairros do Rio de Janeiro (Grande Tijuca, Centro, Zona Sul e Ilha do Governador) e Niterói, especializada em literatura, com a participação de colunistas e ensaístas. É distribuída gratuitamente em vários pontos estratégicos da cidade, possuindo tiragem de 30 mil exemplares por mês e contando com inúmeros anunciantes, sendo dirigida pelo escritor e jornalista Guaracy Pinto.